# Kejser Nero paa Krigsstien
Kejser Nero paa Krigsstien er en dansk stumfilm fra 1907 produceret af Nordisk Films Kompagni instrueret af Viggo Larsen.

## Handling
Denne artikel mangler et handlingsreferat. Hjælp os med at skrive det.